# Gmina Alutaguse
Gmina Alutaguse (Alutaguse vald) – gmina wiejska w Estonii, w prowincji Virumaa Wschodnia.

## Miejscowości
W skład gminy wchodzą:
- Alevik: Iisaku, Mäetaguse
- Wsie: Agusalu, Alajõe, Alliku, Apandiku, Aruküla, Arvila, Atsalama, Edivere, Ereda, Illuka, Imatu, Jaama (Illuka), Jõetaguse (Mäetaguse), Jõuga, Kaatermu, Kaidma, Kalina, Kamarna, Karjamaa, Karoli, Kasevälja, Katase, Kauksi, Kellassaare, Kiikla, Kivinõmme, Koldamäe, Konsu, Kuningaküla, Kuremäe, Kuru, Kurtna (Illuka), Lemmaku, Liivakünka, Lipniku, Lõpe, Metsküla, Mäetaguse, Ohakvere, Ongassaare, Oonurme, Pagari, Peressaare, Permisküla, Pikati, Pootsiku, Puhatu, Rajaküla, Rannapungerja, Ratva, Rausvere, Remniku, Roostoja, Sahargu, Smolnitsa, Sõrumäe, Sälliku, Tagajõe, Taga-Roostoja, Tammetaguse, Tarakuse, Tudulinna, Tärivere, Uhe, Uusküla, Vaikla, Varesmetsa, Vasknarva, Võhma, Võide, Võrnu, Väike-Pungerja[3].